# جامعة الدانوب الخاصة
جامعة الدانوب الخاصة هي جامعة خاصة تقع في النمسا، تأسست الجامعة في 13 أغسطس 2009.

## روابط خارجية
- الموقع الرسمي